# Varenne (affluent de la Mayenne)
Pour les articles homonymes, voir Varenne.
La Varenne est une rivière française qui coule dans les départements de l'Orne et de la Mayenne, en régions Normandie et Pays de la Loire. C'est un affluent de la Mayenne en rive droite et donc un sous-affluent de la Loire par la Maine.

## Histoire
Avant le XIXe siècle, la rivière de la Varenne était appelée la Grette, ou la Grète.

## Géographie
De 60 km de longueur, la Varenne, née en Normandie dans le département de l'Orne, coule approximativement du nord au sud tout au long de son parcours. Elle prend sa source à Landigou dans l'Orne. Elle coule dans une profonde et pittoresque vallée granitique et schisteuse, laisse à droite Messei, baigne Domfront et Torchamp, où elle reçoit à droite, un affluent fort abondant, l'Égrenne. Elle entre ensuite en Mayenne, où elle arrose Soucé et Ambrières-les-Vallées et se jette dans la Mayenne, à quelques kilomètres au-delà de cette localité.

### Bassin versant
Le bassin versant de la Varenne occupe l'extrême nord-ouest du bassin de la Loire et s'insère entre les bassins de l'Orne au nord-est et au nord, de la Vire et de la Sée au nord-ouest et de la Sélune à l'ouest. Autre affluent de la Mayenne, la Colmont a son bassin au sud-ouest de celui de la Varenne et conflue quelques centaines de mètres au-delà du confluent Varenne-Mayenne, au sud du bassin. Le bassin direct de la Mayenne est au sud-est.

## Affluents
L'affluent le plus important est l'Égrenne, long de 36,7 km, qui afflue en rive droite entre Saint-Mars-d'Égrenne et Torchamp et qui occupe la partie nord-ouest du bassin. Six autres affluents dépassent les 10 km : la Pisse (15,2 km, en rive droite entre Saint-Fraimbault et Soucé), la Halouze (14,7 km, en rive droite entre Le Châtellier et Saint-Bômer-les-Forges), l'Andainette (12,6 km, en rive gauche entre Champsecret et Domfront), le ruisseau de Froulay (11,4 km, en rive droite entre Soucé et Couesmes-Vaucé), le Bazeille (11 km, en rive gauche entre Domfont et Torchamp) et l'Aversale (10,9 km, en rive droite au Pas).

## Hydrologie
La Varenne est une rivière fort abondante, mais très irrégulière, comme tous les cours d'eau du bassin versant de la Mayenne.

### La Varenne à Saint-Fraimbault
Son débit a été observé durant une période de 17 ans (1992-2008), à Saint-Fraimbault, localité du département de l'Orne située à une quinzaine de kilomètres de distance de son confluent avec la Mayenne. Le bassin versant de la rivière y est de 517 km2 (soit plus de 80 % de sa totalité qui fait 600 km2).
Le module de la rivière à Saint-Fraimbault est de 7,79 m3/s.
La Varenne présente des fluctuations saisonnières de débit très marquées, comme bien souvent dans le bassin de la Mayenne correspondant à la partie orientale du massif armoricain, avec des hautes eaux d'hiver portant le débit mensuel moyen à un niveau situé entre 11,9 et 17,1 m3/s, de décembre à mars inclus (avec un maximum en janvier), et des basses eaux d'été, de début juin à la mi-octobre, avec une baisse du débit moyen mensuel jusqu'à 1,79 m3/s au mois d'août. Mais les fluctuations de débit sont bien plus prononcées sur de plus courtes périodes ou d'après les années.

### Étiage ou basses eaux
À l'étiage, le VCN3 peut chuter jusque 0,410 m3/s, en cas de période quinquennale sèche, soit 410 litres par seconde, ce qui n'est pas extrêmement grave comparé aux autres affluents de la Mayenne.

### Crues
Les crues peuvent être très importantes relativement à la taille modeste de la rivière et de son bassin versant. Les QIX 2 et QIX 5 valent respectivement 57 et 80 m3/s. Le QIX 10 est de 95 m3/s, le QIX 20 de 110 m3/s, tandis que le QIX 50 n'a pas été calculé étant donné l'insuffisance de la durée d'observation des débits.
Pour se faire une idée de l'importance de ces débits, on peut les comparer à ceux d'un affluent de la Seine à l'ouest de Paris, l'Eure (à Louviers), qui roule en moyenne 26,2 m3/s sur un territoire de 5 935 km2. Le QIX 10 de l'Eure en fin de parcours vaut 96 m3/s (contre 95 pour la Varenne) et son QIX 20 se monte à 110 m3/s (contre 110 également pour la Varenne). Ainsi malgré un bassin plus ou moins dix fois moins étendu et un débit moyen de moins du tiers, le volume des crues de la Varenne est à peu près égal au volume de celles de l'Eure.
Le débit instantané maximal enregistré à Saint-Fraimbault durant cette période de 16 ans, a été de 89,7 m3/s le 28 janvier 1995, tandis que la valeur journalière maximale était de 82,5 m3/s le 26 janvier de la même année. En comparant la première de ces valeurs à l'échelle des QIX de la rivière, il apparait clairement que cette crue était à peine d'ordre décennal, et donc destinée à se reproduire assez fréquemment.

### Lame d'eau et débit spécifique
La Varenne est une rivière fort abondante, puissamment alimentée par de fortes précipitations dans son aire. La lame d'eau écoulée dans son bassin versant est de 465 millimètres annuellement, ce qui est largement supérieur à la moyenne d'ensemble de la France tous bassins confondus, ainsi qu'à la moyenne du bassin de la Mayenne. Le débit spécifique de la rivière (ou Qsp) atteint 14,7 litres par seconde et par kilomètre carré de bassin.

## Vallée de la Varenne
- Château de Messei
- Château de Domfront
- Église Notre-Dame-sur-l'Eau, à Domfront
- Ancien pont et moulin d'Ambloux, à la frontière entre Soucé et Céaucé
- Manoir de Froulay, à Couesmes-Vaucé
- Moulin de la Broutière, à Couesmes-Vaucé
- Moulin de Champs, à Ambrières-les-Vallées